# مرگ و تشییع سید روح‌الله خمینی
سید روح‌الله خمینی، رهبر جمهوری اسلامی ایران، در شامگاه ۱۳ خرداد ۱۳۶۸ خورشیدی در بیمارستان تهران به علت ایست قلبی درگذشت. او در این زمان ۸۶ سال داشت. خبر درگذشت او صبح ۱۴ خرداد ۱۳۶۸ از رادیو اعلام شد و پس از یک مراسم وداع در مصلای تهران در ۱۶ خرداد در نزدیکی بهشت زهرا به خاک سپرده شد.

## بیماری و درمان
بعد از پیروزی انقلاب ایران در سال ۱۳۵۷ خمینی شهر قم را به عنوان محل زندگی انتخاب کرد و در مدت اقامت در قم چند مورد عوارض قلبی را از سر گذارد که شدیدترین آن‌ها در ۳ بهمن ۱۳۵۸ رخ داد و منجر به انتقال وی به تهران، بستری در بیمارستان قلب و تصمیم به اقامت دائمی در تهران شد. بار دیگر در ۶ فروردین ۱۳۶۵ خمینی دچار ایست قلبی و تنفسی شد که با انتقال سریع به بیمارستان مجهزی که در نزدیکی جماران توسط سپاه پاسداران تأسیس شده بود، از مرگ نجات یافت.
علت اصلی مرگ خمینی ایست قلبی اعلام شد ولی او در اواخر عمر به سرطان معده مبتلا شده بود. این بیماری قبل‌تر و دورهٔ تبعید وی در نجف نیز در او مشاهده شده بود ولی پیشرفت بیماری در آن زمان کند شده بود. نوع سرطان وی بسیار تهاجمی با سرعت پیشرفت بالا بود به نحوی که در حدود دو هفته از اولین نشانه‌ها در ۲۸ اردیبهشت ۱۳۶۸ باقی اندام‌ها را نیز درگیر کرده بود. پس از تشخیص سرطان با نظر سران وقت سه قوه و احمد خمینی فرزند وی تصمیم به جراحی به جای شیمی درمانی گرفته شد و اقدامات درمانی تا لحظه مرگ او به علت سکته وسیع قلبی ادامه یافت.

## درگذشت
بسم الله الرحمن الرحیم، انا لله و انا الیه راجعون، روح بلند پیشوای مسلمانان و رهبر آزادگان جهان حضرت امام خمینی به ملکوت اعلاء پیوست.— رادیو سراسری ایران با صدای محمدرضا حیاتی، ۱۴ خرداد ۱۳۶۸
روح‌الله خمینی در ساعت ۲۲ و ۲۰ دقیقه ۱۳ خرداد ۱۳۶۸ به ساعت رسمی ایران به علت سکته وسیع قلبی درگذشت. خبر فوت وی در ساعت ۷ صبح ۱۴ خرداد در اولین بخش خبری رادیو سراسری ایران به اعلام عمومی رسید. خبر درگذشت او را محمدرضا حیاتی خواند، این بخش خبری و صدای محمدرضا حیاتی یکی از معروف‌ترین بخش‌های خبری در ایران است و بارها شنیده شده‌است.
روح‌الله خمینی افرادی را با تعیین اولویت جهت خواندن وصیت‌نامه خود برای مردم مشخص کرده بود، این افراد به ترتیب عبارت بودند از احمد خمینی، رئیس‌جمهور، رئیس مجلس، رئیس دیوان عالی کشور و در نهایت یکی از فقهای شورای نگهبان قانون اساسی، در روز ۱۴ خرداد ۱۳۶۸ وصیت‌نامه روح‌الله خمینی توسط سید علی خامنه‌ای رئیس‌جمهور وقت در مجلس خبرگان رهبری خوانده شد و بعد از چندین ساعت بحث، مجلس خبرگان سید علی خامنه‌ای را به عنوان رهبر موقت جمهوری اسلامی ایران تا زمان برگزاری همه پرسی برگزید.

## تشییع و تدفین

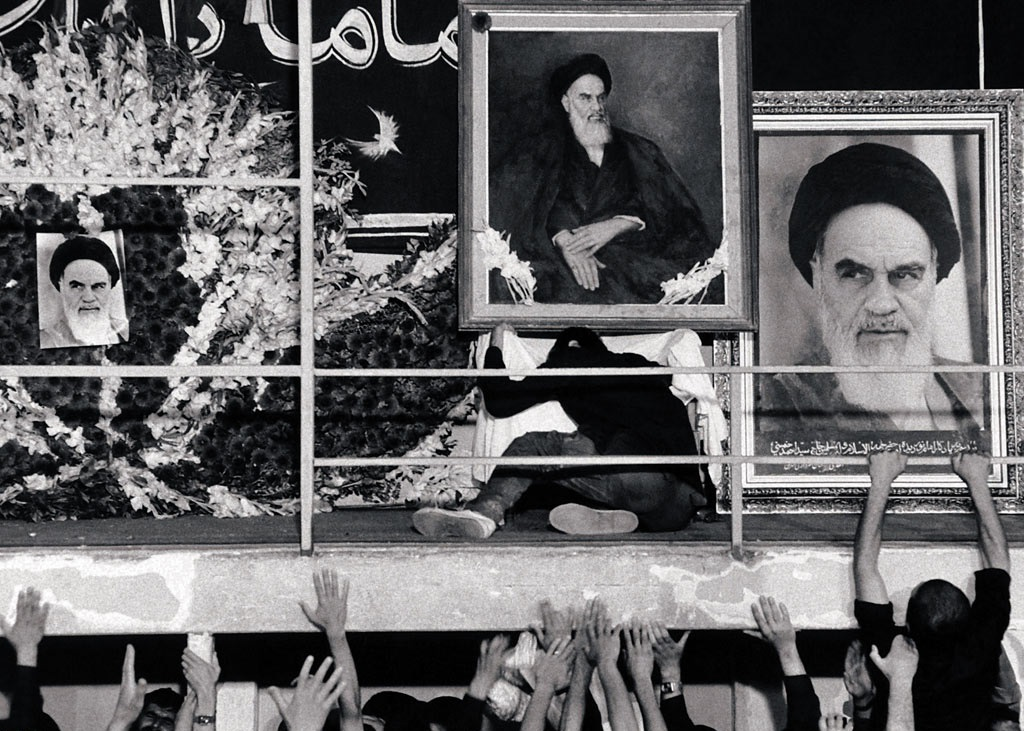
آیت الله خمینی همانگونه دفن می‌شد که زندگی کرده بود، در کانون یک توفان دینی-همایون کاتوزیان، مورخ ایرانی

برای برگزاری مراسمی جهت وداع، پیکر روح‌الله خمینی در روز ۱۵ خرداد ۱۳۶۸ به مصلای تهران منتقل شد، یخچال بزرگی با دیوارهای شیشه‌ای بر روی چند کانتینر به‌طوری قرار گرفت تا مردم بتوانند جسد پیچیده در کفن را که عمامه‌ای سیاه به نشانه انتساب به سادات بر روی سینه داشت را ببینند. نماز میت در ساعات اولیه روز ۱۶ خرداد توسط سید محمدرضا گلپایگانی خوانده شد.
پس از نماز ابتدا تصمیم گرفته شد برای تشییع جنازه کامیونی تابوت حامل پیکر را به بهشت زهرا که در ۲۰ کیلومتری مصلا بود منتقل کند و یک هلیکوپتر از آغاز مسیر تابوت را همراهی می‌کرد، در میانه راه به علت هجوم جمعیت زیادی که برای تشییع پیکر آمده بودند تابوت و کفن از هم پاشید. جمعیت هیجان زده از کنترل خارج شده بود، کامیون به سمت خاکی جاده منحرف شد و هلیکوپتر به زحمت به زمین نشست و جسد را برای تکفین مجدد به جماران منتقل کردند. سپس از طریق رسانه‌ها اعلام شد که خاکسپاری به روز بعد موکول شده تا از حجم جمعیت کاسته شود و در نهایت با حضور احمد خمینی و اکبر هاشمی رفسنجانی تدفین انجام شد و کانتینری جهت حفاظت بر روی قبر قرار گرفت، جمعیت شرکت‌کننده در این مراسم تا ۱۰ میلیون نفر برآورد می‌شود که بزرگترین تشییع جنازه دنیا لقب گرفته‌است، برخی منابع به کشته شدن یا صدمه دیدن عده‌ای در ازدحام این جمعیت هم اشاره کرده‌اند ولی آمار رسمی در این زمینه وجود ندارد. مراسم تشییع وی دارای رکورد گینس بزرگترین تشییع جنازه جهان است که بنا بر گزارش رسانه‌های ایران ده میلیون و بنا به گزارش رسانه‌های غربی دو میلیون نفر در آن شرکت کردند.

## آرامگاه
در ابتدا چند گزینه برای محل دفن وی در نظر گرفته شده بود، این گزینه‌ها عبارت بودند از جماران، مسجد جمکران، مصلای تهران، حرم فاطمه معصومه، کوشک نصرت در قم و بهشت زهرای تهران که در نهایت تصمیم به دفن جسد در زمینی خالی در نزدیکی بهشت زهرا گرفته شد تا امکان گسترش این مکان فراهم باشد. تا یک سال از درگذشت نخستین رهبر جمهوری اسلامی هیچ بنای خاصی جهت پذیرایی از مردمی که علاقه‌مند به حضور در این مکان بودند وجود نداشت و در سال‌های بعد آرامگاهی بزرگ معروف به مرقد امام، در محل دفن وی ساخته شده که توسعه آن تا امروز نیز ادامه دارد.
امروزه این مکان موقعیتی است برای اعلام وفاداری افراد مختلف به نظام جمهوری اسلامی و ایده‌های بنیانگذارش و از سیاسیون گرفته تا دانشجویان و از کارکنان دولت تا دانش‌آموزان با حضور در این مکان بنا بر اصطلاح ادبیات رایج در جمهوری اسلامی با آرمان‌های امام راحل تجدید میثاق می‌کنند.

## پیامدها

تصویر روح‌الله خمینی بر روی اسکناس ۵۰۰۰ ریالی

بسیاری از ناظران و تحلیلگران انتظار داشتند پس از مرگ نخستین رهبر جمهوری اسلامی کشور دچار هرج و مرج شود، انتظاری که محقق نشد، همایون کاتوزیان در کتاب ایرانیان دو دلیل را برای این امر برمی‌شمرد، یک اینکه حکومت آن طور که تصور می‌شد یک‌نفره نبود و دو این که بر اساس آنچه در مراسم تشییع و تدفین روح‌الله خمینی دیده نظام هنوز پایگاه گسترده مردمی داشت.
«ژاپن تایمز» روزنامه انگلیسی زبان چاپ توکیو با ستایش از خمینی نوشت «مورّخان دوره‌های آینده مطمئناً آیت‌الله خمینی را به عنوان بزرگترین و پرتلاش‌ترین رهبر عصر حاضر معرفی خواهند کرد، رهبری که در میان شخصیت‌های متعدد تاریخ کمتر رقیب داشت. آیت‌الله خمینی ایران را به قدرتی مهم در خاورمیانه تبدیل کرد.»
پس از سید روح‌الله خمینی رهبری تبدیل به نهادی اداری شد که ساختاری بوروکراتیک و سازمان یافته دارد. مدت کوتاهی پس از انقلاب ایران روح‌الله خمینی در نامه‌ای دستور داد تا از چاپ تصویرش بر روی اسکناس‌ها و تمبرهای کشور خودداری شود، اما پس از درگذشت وی تصویرش بر روی اسکناس‌های ایران نقش بست.

## سالگرد
چهاردهمین روز خرداد هر سال در تقویم رسمی جمهوری اسلامی ایران به عنوان «رحلت حضرت امام خمینی» و یک روز تعطیل رسمی است. در این روز به مدیریت و برنامه‌ریزی ستاد مرکزی بزرگداشت حضرت امام خمینی مراسمی در حرم روح‌الله خمینی برگزار می‌شود که شامل سخنرانی رهبر جمهوری اسلامی و حسن خمینی به عنوان تولیت حرم است.

## واکنش‌ها

### در ایران
سید علی خامنه‌ای، جانشین روح‌الله خمینی و رهبر جمهوری اسلامی، در ۲۳ تیر ۱۳۶۸ در مورد اهمیت درگذشت خمینی گفت:
بسیار سخت است باور کردن این حقیقت تلخ. بسیار سخت بود برای ما در طول سال‌های گذشته تصور آن دنیایی که در آن امام نباشد… آن جهان بی‌روحی، آن فضای افسرده‌ای، آن زندگی غم‌انگیزی که در آن امام و رهبری و مراد و معلم و مرشد و پدر و امید ما حضور نداشته باشد. پروردگارا ما در این مصیبت به تو پناه می‌بریم، از تو تسلی می‌جوییم، از تو کمک می‌خواهیم، به تو شکوه می‌کنیم. ای بقیةالله، ای حجه بن الحسن عسگری، تسلیت این مصیبت بزرگ رو به تو عرض می‌کنیم.

### بین‌الملل

#### دولت‌ها و سازمان‌ها
منابع:
- سازمان ملل متحد: خاویر پرز دکوئیار دبیرکل سازمان ملل متحد در دفتر نمایندگی ایران در نیویورک حضور یافته و مراتب تأسف و تسلیت خود را بیان نمود.
- آلمان شرقی: اریش هونکر رئیس شورای دولتی جمهوری دمکراتیک آلمان پیام تسلیت صادر کرد.
- اتحاد جماهیر شوروی: میخائیل گورباچف رهبر شوروی ضمن تسلیت، گفت اتحاد جماهیر شوروی بر تعمیق مناسبات و حسن همجواری دو کشور حساب می‌کند.
- اتیوپی: منگیستو هایله ماریام رئیس‌جمهور پیام تسلیتی خطاب به خامنه‌ای صادر کرد.
- استرالیا: گرت ایوانز وزیر امور خارجه گفت: «خیلی زود است که در خصوص هرگونه ابتکار استرالیا برای بهبود و توسعه روابط با ایران بررسی تازه‌ای انجام داد. هنوز ابهامات زیادی در خصوص رهبری آینده ایران وجود دارد و معلوم نیست سیاست‌های ایران به چه سمتی حرکت خواهد کرد، ولی روابط سالم موجود ادامه خواهد یافت.»
- افغانستان: محمد نجیب‌الله رئیس‌جمهور ضمن صدور پیام تسلیت، برای شرکت در مراسم تشییع جنازه اعلام آمادگی کرد.[۳۴]
- اندونزی: سوهارتو رئیس‌جمهور پیام تسلیت صادر کرد.
- برونئی: حسن البلقیه سلطان و محمد البقیه وزیر امور خارجه درگذشت روح‌الله خمینی را ضایعه‌ای بزرگ برای مردم ایران دانستند.
- بورکینافاسو: بلز کمپائوره رئیس‌جمهور با انتشار پیامی خطاب به خامنه‌ای، با دولت و ملت ایران ابراز همدردی کرد.
- بنگلادش: حسین محمد ارشاد رئیس‌جمهور پیام تسلیت صادر کرد.
- پاکستان: بی‌نظیر بوتو نخست‌وزیر ابراز تاسف عمیق کرد.
- ترکیه: کنان اورن رئیس‌جمهور و ییلدیریم آک‌بولوت رئیس مجلس ملی کبیر ترکیه پیام‌های تسلیت خطاب به همتایان ایرانی خود صادر کردند. تورگوت اوزال نخست‌وزیر این کشور از رهبر ایران به عنوان کسی یاد کرد که انقلابی عظیم در تاریخ ایران به وجود آورد. وی دستور داد تا پرچم‌ها بر فراز کاخ ریاست جمهوری و قبر آتاترک به صورت نیمه افراشته درآیند اما این امر با مخالفت رئیس‌جمهور ترکیه و برخی جراید مواجه شد.
- چکسلواکی: گوستاو هوشاک رئیس‌جمهور پیام تسلیتی خطاب به خامنه‌ای صادر کرد.
- زامبیا: در روز ۱۴ خرداد پرچم‌ها به حالت نیمه افراشته درآمد و دبیرکل حزب حاکم پیام تسلیت صادر کرد. کنت کائوندا رئیس‌جمهور در دفتر یادبود نوشت: «ما برای او عزاداریم چون انقلاب او یک انقلاب مذهبی و معنوی بود. ما برای او عزاداریم چون قبل از هر چیز او به خداوند بخشنده مهربان خدمت کرد. امیدوارم روح او برای همیشه راهنمای ایرانیها باشد.»
- ژاپن: نوبورو تاکه‌شیتا نخست‌وزیر به مردم و مقامات ایران تسلیت گفت.
- سری‌لانکا: با اینکه کشور سری‌لانکا درگیر پیامدهای ناشی از سیل و توفان بود ولی بلافاصله پس از درگذشت خمینی، پانزدهم خرداد را عزای عمومی اعلام کرد. همچنین دو هیئت ویژه عازم ایران شده و پیام تسلیت راناسینگ پریماداسا رئیس‌جمهور را تسلیم خامنه‌ای و دیگر مقامات بلندپایه ایران نمودند.
- سوریه: حافظ اسد رئیس‌جمهور گفت: «جهان اسلام عالم و مجاهد نستوهی را از دست داد که ایران را به جایگاه واقعی خود یعنی مبارزه با دیکتاتوری هدایت کرد.»
- فیلیپین: کرازون آکینو رئیس‌جمهور ضمن تسلیت ابراز امیدواری کرد روابط دو کشور تحت رهبری جدید توسعه یابد.
- قبرس: گیورگیوس واسیلیو رئیس‌جمهور پیام تسلیت و همدردی کشورش را خطاب به خامنه‌ای صادر کرد.
- کره شمالی: کیم ایل-سونگ رهبر کره شمالی اظهار کرد که نام خمینی در عمق وجود ملت ایران جاودانه باقی خواهد ماند.
- کوبا: دولت کوبا به مدت ۳ روز در سراسر کشور عزای عمومی اعلام کرد.
- مالزی: ازلان شاه پراک پادشاه مالزی و ابوحسن عمر وزیر امور خارجه پیام‌های تسلیت جداگانه‌ای صادر کردند.
- موزامبیک: ژواکیم چیسانو رئیس‌جمهور با حضور در سفارت جمهوری اسلامی ایران در دفتر یادبود از طرف خود و مردم کشورش با ایرانیان ابراز همدردی نمود.
- نیکاراگوئه: دانیل اورتگا رئیس‌جمهور در محل سفارت ایران در ماناگوئه دفتر یادبود امضا کرد. دولت نیکاراگوئه به مدت ۳ روز در سراسر کشور عزای عمومی اعلام کرد.
- هند: راماسماوی ونکاتارامان رئیس‌جمهور و راجیو گاندی نخست‌وزیر هند فقدان «پدر انقلاب ایران» را تسلیت گفتند.

## در فرهنگ
ابراهیم دیراوی، شاعر عرب خوزستانی،  قصیده‌ای با عنوان «مأتم الشّمس» دربارهٔ دفن خمینی سرود، با مطلع «خَسَأ التربُ لَن يَضُمَّكَ لَحدٌ/ أنت كالشّمس ما لضوئك حَدُّ».